# Fiuren
Fiuren ist ein Ort im osttimoresischen Suco Balibo Vila (Verwaltungsamt Balibo, Gemeinde Bobonaro). Er liegt in einer Meereshöhe von 402 m im Südosten der Aldeia Belola. Der Ort befindet sich an einer Straße, die von Balibo, dem Hauptort des Verwaltungsamtes, nach Osten in die Gemeindehauptstadt Maliana führt. Der westliche Nachbarort an der Straße ist Lasuleten, östlich liegt die Siedlung Raifatukleten (Suco Leolima). Eine Abzweigung führt nach Süden zum Dorf Aiasa (Suco Leohito).